# AP 環境科学
AP 環境科学（アドバンスト・プレイスメントかんきょうかがく（英語: Advanced Placement Environment）は、アメリカ合衆国カレッジボードが提供する講座と試験の一つである。分野は環境科学や自然科学、対象は関心を寄せる高校生とし、大学進学の早期履修プログラム（アドバンスト・プレイスメント）の一環として実施する。頭字語をAPES、また略称をAP Enviro、AP Environmental、AP Environment、AP EnviroSciとも表記する。
AP環境科学は1997-1998年度に初めて開講され、同試験は1998年に初めて実施された。

## 講座
この講座では自然界に存在する関係を理解し環境問題を特定して分析する。特定された問題に関連する相対的な危険性を評価し、地球環境が直面する同様の問題を解決または予防するために必要な科学的原則、概念および方法論を学生に提供するように設計されている。
2020年より対象となった、AP環境科学の出題分野を以下にあげる（2019年時点（秋）決定）。
| 単位 | 内容                 | 試験比率（%） |
| ---- | -------------------- | ------------- |
| 1    | 生物界 生態系        | 6-08          |
| 2    | 生物界 生物多様性    | 6-08          |
| 3    | 個体数               | 10–15         |
| 4    | 地球のシステムと資源 | 10–15         |
| 5    | 土地と水の利用       | 10–15         |
| 6    | エネルギー資源と消費 | 10-15         |
| 7    | 大気汚染             | 7-10          |
| 8    | 水生汚染と陸上汚染   | 7-10          |
| 9    | 地球の変化           | 15-20         |

2019年秋以前のAP環境科学で扱われた内容、その割合は以下の通りである。
| 内容                 | 割合（%） |
| -------------------- | --------- |
| 地球のシステムと資源 | 10–15     |
| 生物界               | 10–15     |
| 個体数               | 10–15     |
| 土地と水の利用       | 10–15     |
| エネルギー資源と消費 | 10–15     |
| 大気汚染             | 25–30     |
| 地球の変化           | 10–15     |

## 試験
AP環境科学の試験は2部構成で、多肢選択式と自由記述式に分かれている。試験時間の合計は1998年から2019年まで3時間、2020年以降は電卓の使用を認めて2時間40分に短縮し、合わせて問題数と傾向を改定した。

### 現在の試験（2020年以降）
2019年秋、AP環境科学試験は複数の変更が加えられている。これらの変更は、電卓の使用許可に加え、多肢選択問題の件数と記述問題の形式などを含む。カレッジボードによると 「試験時間は2時間40分で、80問の選択問題と3問の自由記述問題を出題する。2部のどちらも電卓類（四則演算、科学、グラフ）の使用を認めるとした。新試験において変更は2箇所に加えられた。
2019年実施まで
- 第I部：多肢選択問題（100問、90分）。
- 第II部：自由回答（合計4問＝データセット問題1問、文書問題1問、総合・評価問題2問、90分）。

2020年以降
- 第I部：多肢選択問題（80問、90分）。
- 第II部：自由回答（合計3問＝調査設計問題1問、環境問題提案問題への解答1問、計算を伴う環境問題提案問題への解答1問、70分）。

### 得点分布
2021年度の試験で「5」を獲得した学生の割合はわずか6パーセントであった。現在でも環境科学は、アドバンスト・プレイスメントの他分野に次いで「5」の得点が低い。（他分野とは美術史、英文学・英作文、英語・英作文、世界史）
2009年にさかのぼり、成績分布を示す。
| 5（%）            | 10.4   | 10.4   | 08.9   | 08.9    | 08.0    | 08.3    | 07.5    | 07.6    | 09.5    | 08.8    | 09.5    | 11.9    | 07.0    | 08.9    | 08.0   |
| 4（%）            | 20.7   | 22.6   | 24.8   | 24.9    | 23.4    | 23.6    | 24.1    | 23.2    | 24.5    | 23.9    | 25.9    | 28.5    | 24.9    | 27.4    | 28.0   |
| 3（%）            | 18.9   | 17.0   | 15.6   | 16.6    | 16.8    | 15.3    | 15.2    | 14.8    | 15.4    | 15.0    | 14.2    | 13.0    | 18.5    | 17.5    | 17.0   |
| 2（%）            | 18.5   | 18.1   | 24.9   | 24.3    | 25.4    | 25.5    | 25.5    | 25.8    | 24.5    | 25.8    | 25.5    | 25.5    | 27.6    | 25.9    | 27     |
| 1（%）            | 31.5   | 32.0   | 25.8   | 25.3    | 26.5    | 27.2    | 27.7    | 28.6    | 26.2    | 26.5    | 24.9    | 21.0    | 22.1    | 20.3    | 20.0   |
| ３以上の割合（%） | 50.0   | 50.0   | 49.3   | 50.4    | 48.2    | 47.2    | 46.8    | 45.6    | 49.4    | 47.7    | 49.6    | 53.4    | 50.3    | 53.8    | 53.0   |
| 平均              | 2.60   | 2.62   | 2.66   | 2.68    | 2.61    | 2.60    | 2.58    | 2.55    | 2.67    | 2.63    | 2.70    | 2.85    | 2.67    | 2.79    | 2.77   |
| 標準偏差          | 1.38   | 1.40   | 1.33   | 1.33    | 1.31    | 1.32    | 1.32    | 1.32    | 1.34    | 1.33    | 1.34    | 1.35    | 1.26    | 1.29    | [ 18 ] |
| 受講者数（人）    | 73,575 | 86,650 | 98,959 | 108,839 | 118,288 | 130,321 | 138,703 | 149,096 | 159,578 | 166,433 | 172,456 | 162,469 | 160,771 | 179,957 | [ 18 ] |